# Simunjan (district)
Simunjan is een district in de Maleisische deelstaat Sarawak.
Het district telt 39.000 inwoners op een oppervlakte van 230 km².